# Jerzy Głogowski (żużlowiec)
Jerzy Głogowski (ur. 23 kwietnia 1959 w Jarosławcu) – polski żużlowiec.
Sport żużlowy uprawiał w latach 1982–1998 w klubach Motor Lublin (1982—1991, 1993, 1996–1998), KSŻ Krosno (1992, 1994) i Wanda Kraków (1995). Srebrny medalista drużynowych mistrzostw Polski (1991). Uczestnik finału indywidualnych mistrzostw Polski (Leszno 1989 – VII miejsce). Uczestnik finału indywidualnego Pucharu Polski (Ostrów Wielkopolski 1989 – XVI miejsce). Dwukrotny uczestnik finałów mistrzostw Polski par klubowych (Rzeszów 1990 – V miejsce, Gorzów Wielkopolski 1992 – VI miejsce). Trener Motoru Lublin w PLŻ2 w sezonie 2015.